# Гаррісвілл (Огайо)
Гаррісвілл (англ. Harrisville) — селище (англ. village) в США, в окрузі Гаррісон штату Огайо. Населення — 179 осіб (2020).

## Географія
Гаррісвілл розташований за координатами 40°10′53″ пн. ш. 80°53′11″ зх. д. / 40.18139° пн. ш. 80.88639° зх. д. (40.181367, -80.886386).  За даними Бюро перепису населення США в 2010 році селище мало площу 0,39 км², з яких 0,39 км² — суходіл та 0,00 км² — водойми.

## Демографія
Згідно з переписом 2010 року, у селищі мешкало 235 осіб у 99 домогосподарствах у складі 66 родин. Густота населення становила 596 осіб/км².  Було 120 помешкань (304/км²).
Расовий склад населення:
| - 99,6 % — білих |

До двох чи більше рас належало 0,4 %. Частка іспаномовних становила 0,9 % від усіх жителів.
За віковим діапазоном населення розподілялося таким чином: 18,7 % — особи молодші 18 років, 66,8 % — особи у віці 18—64 років, 14,5 % — особи у віці 65 років та старші. Медіана віку мешканця становила 41,2 року. На 100 осіб жіночої статі у селищі припадало 106,1 чоловіків;  на 100 жінок у віці від 18 років та старших — 112,2 чоловіків також старших 18 років.
Середній дохід на одне домашнє господарство  становив 39 344 долари США (медіана — 30 833), а середній дохід на одну сім'ю — 47 844 долари (медіана — 32 375). За межею бідності перебувало 14,1 % осіб, у тому числі 20,4 % дітей у віці до 18 років та 11,8 % осіб у віці 65 років та старших.
Цивільне працевлаштоване населення становило 112 особи. Основні галузі зайнятості: роздрібна торгівля — 36,6 %, освіта, охорона здоров'я та соціальна допомога — 11,6 %, сільське господарство, лісництво, риболовля — 9,8 %.